# Тейър
Окръг Тейър (на английски: Thayer County) е окръг в щата Небраска, Съединени американски щати. Площта му е 1489 km², а населението - 6055 души (2000). Административен център е град Хеброн.